# Římskokatolická farnost Plumlov
Římskokatolická farnost Plumlov je uzemní společenství římských katolíků v arcidiecézi olomoucké.

## Historie farnosti
Hrad Plumlov byl založen ve druhé polovině 13. století pravděpodobně českým králem Přemyslem Otakarem II. nebo jeho levobočkem Mikulášem, vévodou opavským. Kostel Nejsvětější Trojice pochází ze 16. století. Kostelní okrsek byl dále upravován v 19. století. 

## Duchovní správci
Farnost byla od července 2018 spravována určickým salvatoriánem L. A. Rackowiakem. Od 1. července 2019 byl administrátorem ustanoven P. Mgr. Tomasz Sałaga SDS. S platností od 1. února 2022 byl administrátorem ex currendo ustanoven P. Mgr. Pavel Barbořák, SDS. 

## Bohoslužby
| Kostel              | Místo   | Bohoslužba (den) | Hodina                          | Poznámka     |
| ------------------- | ------- | ---------------- | ------------------------------- | ------------ |
| Nejsvětější Trojice | Plumlov | neděle čtvrtek   | 10.45 18.30 (zima)/18.30 (léto) | farní kostel |

## Aktivity ve farnosti
Ve farnosti se pravidelně̟ koná tříkrálová sbírka. V roce 2018 se vybralo zhruba 15 tisíc korun.